# 生活 (周刊)
《生活》，是上海市一份已经停刊的周报，1925年10月11日创办，1933年被查禁。该报曾是中华职业教育社机关报，是1932年中国发行量最大的报刊，创造过每期发行15万份的中国国内期刊最高发行量记录。

## 历史
1925年10月11日，《生活》周刊创刊，每逢周六发行。1926年10月起改由邹韬奋主编，并由中共党员胡愈之协助。1929年12月第五卷起扩版，改为16开本，选材着眼社会政治问题。1932年7月2日第七卷第二十六期开始，每期新增4至6页的影写版《生活画报》。1930年7月20日，随中华职业教育社迁入位于法租界的新社址办公。该报曾在1932年创下每期发行15万份的国内期刊最高发行量记录。但在同时，国民党当局不断对邹韬奋进行恐吓和诽谤但没有见效，继而以“言论反动、毁谤党国”为由禁止《生活》通过邮递发行。
1933年7月8日，《生活》周刊与中华职业教育社签订契约脱离关系；同月14日，邹韬奋被迫流亡海外；同年12月11日；上海法租界公董局巡捕房应国民政府要求搜查报社，没收刊物100多本；12月26日，刊物遭到查封，共出417期。对于《生活》周刊遭查禁一事，黄炎培曾在《人民日报》撰文回忆称：“……它（《生活》）虽使尽技巧，求免于迫害，到底无法获得反动政府彻底谅解。”

## 办报特点
1925年报刊创立时，报刊内容主要是基于中华职教社的宗旨，对青年进行“事业修养”教育；在邹韬奋接手主编后，宣传抗日思想，反对国民政府对日本侵略的绥靖主义。1931年11月，《生活》周刊就曾发起援助东北抗日义勇军的捐款活动，总募款达到12万大洋；一·二八事变中，《生活周刊》出版号外，报刊编者参与了对十九路军的物资援助，发动群众兴办伤兵医院。
该刊物每期刊出《小言论》，多由邹韬奋撰写，受到读者欢迎；除此之外，邹韬奋非常重视与读者的交流，并创设了“读者信箱”专栏，认真回答读者问题。邹韬奋曾说他自己是“以极诚恳、极真挚的情感待他们，简直随他们的歌泣而歌泣，随他们的喜怒而喜怒”；他的这一办报风格也延续到了该报社书刊代办部（后改组为生活书店）及日后《大众生活》等报刊的运营中。

## 后继者
1934年2月10日，杜重远出版《新生》周刊，延续了《生活》的抗日理念，因刊载的文章引发日方抗议，遂于1935年6月30日被当局查封，主办者入狱一年六个月，是为新生事件；同年6月，原《新生》的工作人员秘密创办刊物《斗生》，同年9月停刊。
流亡境外的邹韬奋因新生事件受到刺激，遂返回中国，于1935年11月16日继续创办《大众生活》，1936年2月被国名党当局以“鼓吹民众武装抗日，攻击国民政府外交政策”的名义查禁。同年3月7日，邹韬奋又创办了《永生》周刊，金仲华任主编，同年6月再次被禁，邹韬奋再次被迫流亡至香港。此外，邹韬奋还创办了《生活日报》《生活星期刊》等刊物，也遭到查禁。而《生活》周刊社的书报代办部，即后来的生活书店，出版了大量的马克思主义文献。
1985年，青年报社得到邹韬奋遗孀首肯后，续办《生活周刊》，但于2018年12月停刊并入《青年报》。1995年1月14日，邹韬奋百年诞辰之际，生活书店的后继者之一——生活·读书·新知三联书店为继承《生活》周刊传统，恢复创办《三联生活周刊》。